# الرويدة (الترابية)
الرويدة هو دُوَّار يقع بجماعة اترايبة، إقليم تازة، جهة فاس مكناس في المملكة المغربية. ينتمي الدوّار لمشيخة الترابية التي تضم 8 دواوير. يقدر عدد سكانه بـ 273 نسمة حسب الإحصاء الرسمي للسكان والسكنى لسنة 2004.

## روابط خارجية
- البوابة الوطنية للجماعات الترابية
- المندوبية السامية للتخطيط